# Miss Serbie

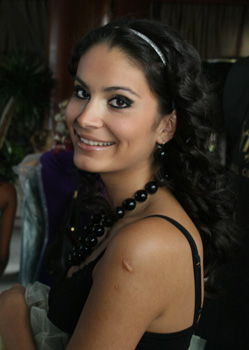
Mirjana Božović, Miss Serbie 2007

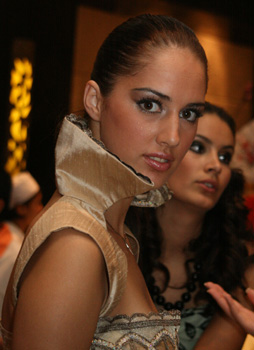
Marija Ćirović, Miss Montenegro 2007

Le titre de ce concours de beauté pour des jeunes femmes célibataires est lié à l'histoire du pays, nommé Miss Yougoslavie (Nom officiel Miss Yu) de 1920 à 1991, puis Miss Serbie et Montenegro de 1996 à 2002, il devient Miss SCG entre 2003 et 2005 avant de se diviser en deux concours distincts en 2006 : Miss Serbie (en serbe : Miss Srbije) et Miss Montenegro (Miss Crne Gore). 
La gagnante participe aux concours Miss Monde et Miss Europe.
Depuis 2006, Miss Serbie représente son pays à Miss Monde et Miss Europe, mais Miss Montenegro uniquement à Miss Monde.

## Gagnantes

### Miss Yu
| Année   | Miss Yougoslavie                                     |
| ------- | ---------------------------------------------------- |
| 1926    | Ida Kravanja (Devenue actrice sous le nom Ita Rina.) |
| 1927    | Svetlana Gugović                                     |
| 1928    | Štefica Vidačić                                      |
| 1929    | ... Matiyevitch [Matiyević]                          |
| 1930    | Stephanie Drolmsky [Drobniak]                        |
| 1931    | Katica Urban                                         |
| 1932    | Olga Đurić [Gyuritch, Gyurić]                        |
| 1933    | ?                                                    |
| 1934    | ?                                                    |
| 1935    | Nina Ninkovitch [Ninković]                           |
| 1936-40 | Inconnue                                             |
| 1941-65 | pas de concours                                      |
| 1966    | Nikica Marinović                                     |
| 1967    | Aleksandra Mandić                                    |
| 1968    | Ivona Puhlera                                        |
| 1969    | Radmila Živković                                     |
| 1970    | Anita Baturina                                       |
| 1971    | Zlata Petković                                       |
| 1972    | Biljana Ristić                                       |
| 1973    | Atina Golubova                                       |
| 1974    | Jadranka Banjac                                      |
| 1975    | Ladija Verkovska (ou Ladija Vera Manić)              |
| 1976    | Natasa Košir                                         |
| 1977    | ?                                                    |
| 1978    | ?                                                    |
| 1979    | ?                                                    |
| 1980    | Zorica Pesek                                         |
| 1981    | ?                                                    |
| 1982    | Ana Sasso                                            |
| 1983    | Bernarda Marovt                                      |
| 1984    | Dinka Delić                                          |
| 1985    | Aleksandra Kosanović                                 |
| 1986    | Maja Kukić                                           |
| 1987    | Matilda Sazdova                                      |
| 1988    | Suzana Žunić                                         |
| 1989    | Aleksandra Dobraš                                    |
| 1990    | Ivona Brnelić                                        |
| 1991    | Slavica Tripunović                                   |

### Miss Serbie et Montenegro
| Année | Miss Serbie et Montenegro |
| ----- | ------------------------- |
| 1996  | Slavica Krivokuća         |
| 1997  | Tamara Saponjić           |
| 1998  | Jelena Jakovljević        |
| 1999  | Lana Marić                |
| 2000  | Iva Gordana Milivojević   |
| 2001  | Tijana Stajšić            |
| 2002  | Ana Šargić                |

### Miss SCG
| Année | Miss SCG           |
| ----- | ------------------ |
| 2003  | Bojana Vujadinović |
| 2004  | Jelena Pejić       |
| 2005  | Nada Milinić       |

### Miss Serbie
| Année | Miss Serbie     |
| ----- | --------------- |
| 2006  | Vedrana Grbović |
| 2007  | Mirjana Božović |

1. ↑  Une Miss Yougoslavie est tout de même présentée en 1948 à Miss Europe à Paris, mais les modalités de son élection sont inconnues.
2. ↑  La gagnante 2005 Dina Džanković a préféré rendre le titre pour pouvoir se marier.